# روث تیتلبام
روث تیتلبام (انگلیسی: Ruth Teitelbaum؛ ۱۹۲۴ – ۱۹۸۶) یک ریاضی‌دان، و مهندس اهل ایالات متحده آمریکا و یکی از شش برنامه‌نویس اصلی انیاک، نخستین رایانه دیجیتالی الکترونیکی برای اهداف عمومی بود.